# Liste der Biografien/Scheb
Liste der Biografien |
Portal Biografien |
Personensuche
# |
A |
B |
C |
D |
E |
F |
G |
H |
I |
J |
K |
L |
M |
N |
O |
P |
Q |
R |
S |
T |
U |
V |
W |
X |
Y |
Z |
?
 
Sa |
Sb |
Sc |
Sd |
Se |
Sf |
Sg |
Sh |
Si |
Sj |
Sk |
Sl |
Sm |
Sn |
So |
Sp |
Sq |
Sr |
Ss |
St |
Su |
Sv |
Sw |
Sy |
Sz
 
Sca–Sce |
Sch |
Sci–Scz
 
Scha |
Schc |
Schd |
Sche |
Schg |
Schi |
Schj |
Schk |
Schl |
Schm |
Schn |
Scho |
Schp |
Schr |
Schs |
Scht |
Schu |
Schv |
Schw |
Schy
 
Scheb |
Schec |
Sched |
Schee |
Schef |
Scheg |
Scheh |
Schei |
Schej |
Schek |
Schel |
Schem |
Schen |
Schep |
Scher |
Sches |
Schet |
Scheu |
Schev |
Schew |
Schex |
Schey
Die Liste der Biografien führt alle Personen auf, die in der deutschsprachigen Wikipedia einen Artikel haben. Dieses ist eine Teilliste mit 21 Einträgen von Personen, deren Namen mit den Buchstaben „Scheb“ beginnt.

## Scheb

### Scheba
- Schebalin, Wissarion Jakowlewitsch (1902–1963), russischer Komponist
- Schebalina, Nina (* 1945), sowjetische Skilangläuferin
- Schebarschin, Leonid Wladimirowitsch (1935–2012), russischer Vorsitzender des KGB (1991)

### Schebe
- Schebek, Ferdinand (1875–1949), österreichischer Maler
- Schebek, Franz (1814–1862), böhmischer Baumeister, Stadtbaumeister von Wien und Reichsrats-Abgeordneter der Alttschechischen Partei
- Schebeko, Nikolai Nikolajewitsch (1863–1953), russischer Diplomat
- Scheben, Franz Xaver Anton von (1711–1779), Weihbischof des Bistums Worms sowie Titularbischof von Assuras (1765–1779)
- Scheben, Gerhard († 1610), deutscher Bildhauer
- Scheben, Mathias (* 1945), deutscher PR-Berater und Sachbuchautor
- Scheben, Wilhelm (1812–1895), deutscher Brauer, Chronist, Historiker, Landtagsabgeordneter
- Schebera, Jürgen (* 1940), deutscher Musikhistoriker
- Schebesch, Adeline (* 1961), deutsche Theater- und Filmschauspielerin und Synchronsprecherin
- Schebest, Agnese (1813–1869), österreichische Opernsängerin (Mezzosopran)
- Schebesta, Josef (1885–1944), deutscher römisch-katholischer Geistlicher, Steyler Missionar und Märtyrer
- Schebesta, Karl (1906–1969), österreichischer Politiker (ÖVP), Landtagsabgeordneter
- Schebesta, Paul (1887–1967), deutscher Missionar, Ethnologe
- Schebesta, Volker (* 1971), deutscher Politiker (CDU), MdL Baden-WürttembergVolker Schebesta (* 1971)

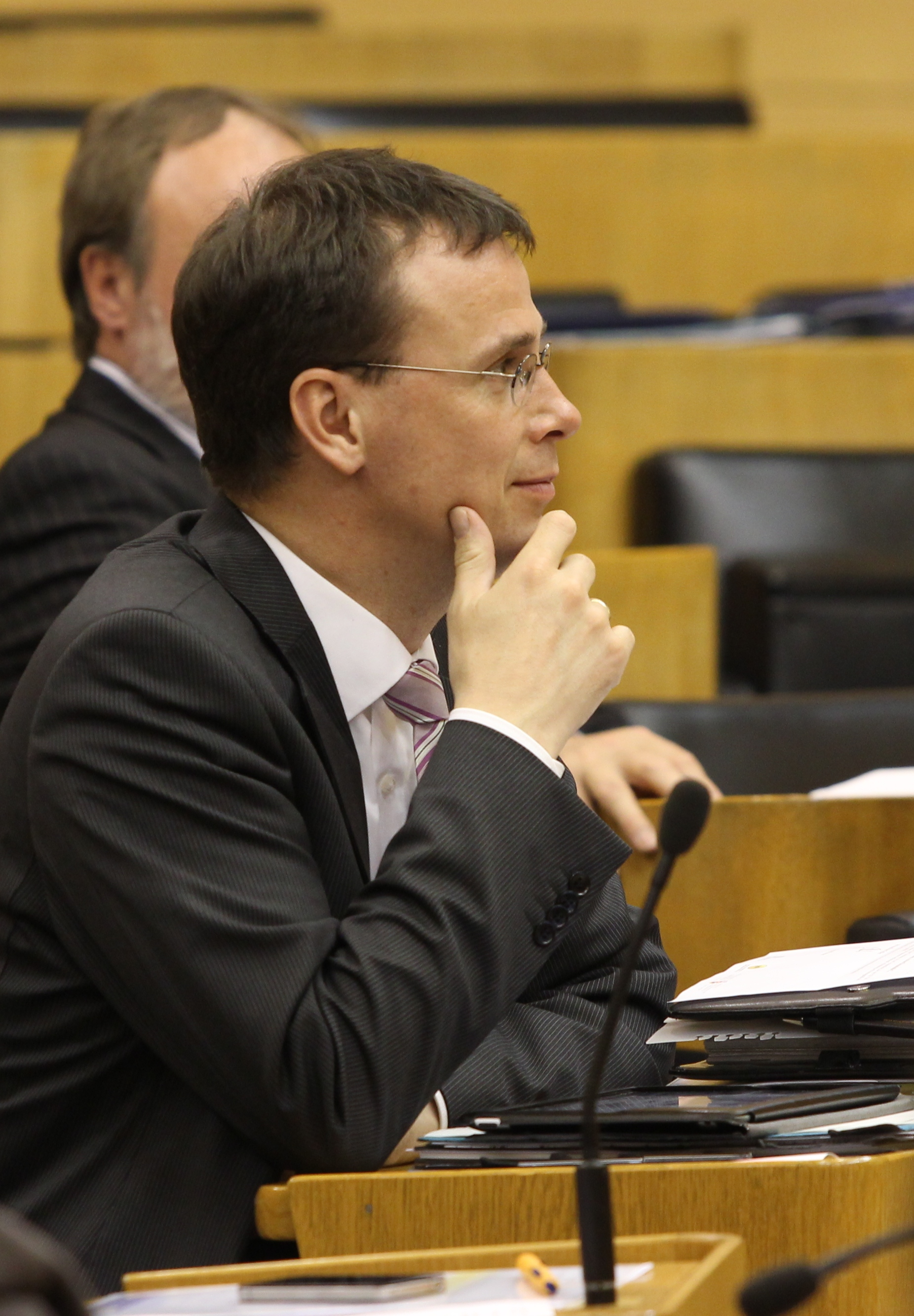
Volker Schebesta (* 1971)

### Schebi
- Schebitko, 4. Pharao der 25. Dynastie
- Schebitz, Christian (* 1962), deutscher Bobsportler und Unternehmer

### Schebl
- Schebler, Gerhard (* 1969), deutscher Schachspieler
- Schebler, Karl von (1818–1891), deutscher Jurist, Präsident des Bayerischen Obersten Landesgerichts